# Barbus boboi
Barbus boboi är en fiskart som beskrevs av Schultz 1942. Barbus boboi ingår i släktet Barbus och familjen karpfiskar. IUCN kategoriserar arten globalt som akut hotad. Inga underarter finns listade.